# Дејан Петковић (певач)
Дејан Петковић (Ћуприја, 1958) је српски и југословенски кантаутор и певач забавне музике.

## Биографија
Због очевог посла, који је често мењао место боравка, рођен је у Ћуприји. Најлепши део детињства провео је на Алексиначком руднику.  
1976. дебитује на Омладинском фестивалу у Суботици са песмом Једног дана, који је био одскочна даска многим младим певачима и од тада креће његова успешна поп - каријера.
Био је популаран 70-тих и 80-тих година двадесетог века, а његови највећи хитови су: Тако ми свега, Моја Дијана, На клупи пише волим те (коју је отпевао у дуету са рођеном сестром - глумицом и бившом Мис Југославије Златом Петковић), Опрости ми, Преварио сам се у теби, Обараш ме с ногу, и други хитови.
Учествовао је на свим фестивалима бивше Југославије, на којима је освајао више награда.

## Фестивали
Београдско пролеће:
- Тужна песма, '76
- С песником у поноћ (Вече шансона), '76
- Како ми пријаш у последње време, '79
- Јуче, '82
- Два амрела (дует са сестром Златом Петковић, дечје београдско пролеће), '83
- Не волим пролеће, '93
- Фантазија, '94

Ваш шлагер сезоне, Сарајево:
- Сам, '81
- Због нас, '87

Опатија:
- Заборави, '81
- Четрдесет прва, (Вече родољубне пјесме - Устанку за рођендан), '81
- У љубави педантан, '83
- Не гледај ме тако, '84
- Чаролија, '85
- Валентино, '86

Сплит:
- Све има крај, '79

Загреб:
- На клупи пише волим те (дует са сестром Златом Петковић), '78
- Преварио сам се у теби, награда стручног жирија, '83
- Линда, '84
- Биће боље све, '86
- Ритам је говор тела (са групом BG sound), '89

Омладина, Суботица:
- Једног дана, '76
- Тито је са нама, '77
- Тито је са нама (Вече Песме о Титу), '80

Хит парада, Београд:
- Повратак, '76

Југословенски избор за Евросонг:
- Emanuelle, шесто место, Београд '81
- Воли ме опет, (са групом BG sound), треће место, Нови Сад '89
- Ти и ја (са групом BG sound), четврто место, Задар '90

МЕСАМ:
- Реци ми, '84
- Песмама својим све ћу ти рећи, '85
- Помози ми да заборавим,'86
- Amore mio, '87
- Знаш ли куда ћеш, '92
- Крадем те, '94

Макфест, Штип:
- Рената, '89

Пјесма Медитерана, Будва:
- Дођи на море, '94
- Звездано небо, '96

Фестивал војничких песама и корачница, Београд:
- Хвала ти, оче, 2002

## Албуми
- Обараш ме с ногу, 1979 (ПГП РТБ)
- Emanuelle, 1981 (ПГП РТБ)
- Преварио сам се у теби, 1983 (Југотон)